# السائح علي حسين

### مولده ونشأته
ولد الدكتور السائح علي حسين بمدينة مسلاتة بليبيا سنة 1936م، ونشأ في مدينة مسلاتة المعروفة بالعلم والعلماء وحب العلم الشرعي من قديم الزمان. في ذلك التاريخ وتحت الاحتلال الإيطالي كان التعليم أهليا أو شبه معدوم، والمحاولات التي يبذلها المواطنون في بعض الكتاتيب بالقرى ما تكاد تبدأ حتى تقفل، وحالة الناس الاقتصادية تجعلهم عاجزين عن الانفاق على جميع الأبناء أو إرسالهم خارج القرى ومع  ذلك فقد كافح والده  رحمه الله كفاحا مريرا من أجل تعليم أبنائه الأربعة بالرغم من صعوبة الحياة .وفي سنة 1948م افتتحت أول مدرسة بالمنطقة فالتحق بها، ولكنها كانت مدرسة متواضعة لا تشجع على الاستمرار فيها فتركها في سنة  1952م والتحق بإخوته فى طرابلس للدراسة في زاوية ميزران وكلية أحمد باشا، وكان مستقبل الدراسة الدينية يكتنفه الغموض وعدم الوضوح، فهو تعليم أهلي  ولذا يتسرب  الطلاب منه نتيجة لظروف البلاد الاقتصادية بحثا عن العمل.

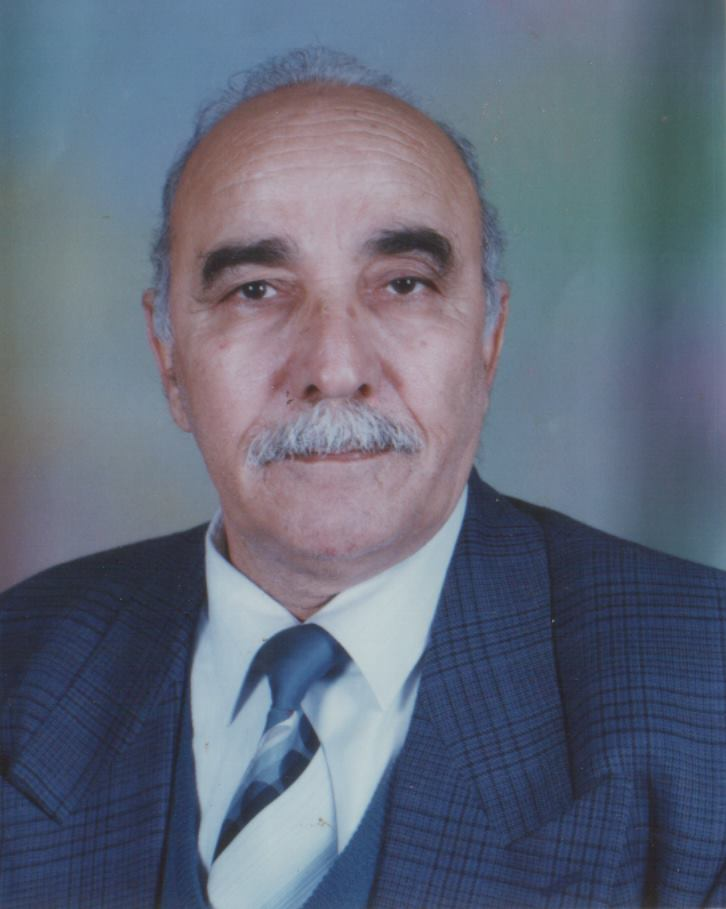

### رحلته في طلب العلم
بدأ الكثير من الطلاب الجادين في البحث عن حل لهذا الوضع التعليمي المتردي  وكانت مصر هي الأمل الوحيد،  ولهذا قرر السايح الذهاب إليها، وقد شجعه وأعانه أخوه الأكبر الشيخ أمحمد ألكراتي  على خوض هذه التجربة. فسافر مع عدد كبير من الطلاب إلى الأزهر سنة 1954 ميلادية. لم يكن هدفه الحصول على شهادة ليلتحق بعمل ولكنه كان حريصا على أن يواصل تعليمه وفقا لمناهج الأزهر المعدة للمصريين و لهذا التحق بالسنة الرابعة الابتدائية لأن الشهادة الابتدائية من الأزهر هي الوسيلة الوحيدة  التي ستمكنه من اختيار نظام الدراسة المخصص للمصريين  ولهذا التحق بمعهد القاهرة الذي كانت المرحلة الثانوية فيه خمس سنوات.
كان هذا القرار سببا في اتخاذ قرار آخر وهو عدم الرجوع إلى البلاد في العطلات الصيفية حتى لا يتعرض لضغوطات تفت في عزيمته وتشعره بطول المدة أوبمقارنة حاله بمن عاد إلى البلد ونال مناصب وظيفية مرموقة. و كان يستفيد من العطلة الصيفية في قراءة أمهات الكتب في الأدب العربي و العالمي المترجم، و مما يذكر له أنه كان يسأل زملاءه عن مدى استفادتهم من الرجوع إلى ليبيا في فصل الصيف. وهذا القرارات جعلت المدة الزمنية لتخرجه طويلة فهو لم يكن مقتنعا بتفتيت مناهج التعليم في الأزهر، وقرر أن يهدم الفواصل المصطنعة بين العلوم الشرعية واللغوية  ولهذا كانت قراءته الحرة لا تعترف بالتقسيم المعتاد عند كثير من الناس، وساعده على ذلك شمول المرحلة الثانوية لقاعدة واسعة من المعارف لا غنى عنها في ميادين الثقافة العربية الإسلامية.
وقفت أمامه عقبة كأداء لم يستطع تجاوزها وهي قصور مناهج الأزهر عن  دراسة اللغات الأجنبية من جهة وضيق الوضع المادي عن تعلم اللغة على حسابه من جهة ثانية، ولكنه حاول تعويض هذا النقص بقراءات واسعة مما ترجم من الأدب الغربي في مجالات الرواية والنقد الأدبي، وما كتبه المستشرقون عن الإسلام وحضارته وترجم إلى اللغة العربية، وبقي مهتما بمتابعة هذه الكتب وتحليلها ونقدها طوال حياته وكتاباته تشهد بهذا.
في المرحلة الجامعية اختار كلية اللغة العربية  بعد أن طورت جامعة الأزهر بمقتضى القانون رقم 103 لسنة 1961م وزيدت سنة تمهيدية  للطلبة المصريين المسجلين في الجامعة بذلك التاريخ فاختار هذا النظام على الرغم من طول المدة الدراسية لأنه كان مقتنعا بأن من يملك ناصية اللغة لا يصعب عليه فهم نصوص الشريعة وخدمة الإسلام، وهي غايته من الدراسة، فهو قد اختار هذا الطريق  وساعده على ذلك شغفه الكبير بالقراءة الذي لم يفارقه طوال حياته.

### حياته العملية
بعد تخرجه في كلية اللغة العربية سنة 1965 م التحق بمجال التعليم فدرس بمدرسة طرابلس الثانوية، ومدرسة سوق الجمعة الثانوية مدة ست سنوات وفي أثنائها كان متعاونا مع الصحافة لمدة سنتين. ثم انتقل إلى التخطيط التربوي بوزارة التعليم إلى أن اختير شعبيا سنة 1973م رئيسا للجنة الشعبية للتعليم بمحافظة الخمس فبقي بها إلى أن ألغيت المحافظات سنة 1975 م. حيث انتدب بعد هذا مديرا عاما للشئون الإدارية بوزارة التعليم والتربية ، ثم انتدب كاتبا عاما لأمانة التعليم إلى أن ألغيت الوظيفة سنة 1982 م، ولنجاحه في تسيير هذه الوظائف الإدارية فقد ثبت على الدرجة 13 وهي نهاية السلم الوظيفي الإداري سنة 79 19 وهو بأمانة التعليم على الرغم من قصر المدة الزمنية في العمل الإداري. وبعد إلغاء وظيفة الكاتب العام انتقل إلى جمعية الدعوة الإسلامية سنة 1982 فتقلد فيها مهمات : مكتب المؤتمرات ، ثم مقررا للجنة إدارة  الجمعية التي عين عضوا بها.
كان متعاونا مع كلية الدعوة الإسلامية في مجال التدريس منذ سنة 1986م، ثم تفرغ للتدريس بها فكلف برئاسة قسم الدراسات القرآنية. وفي سنة 1998 تحصل على درجة الدكتوراه من جامعة القرآن الكريم بالخرطوم وكان موضوع الرسالة " جهود العلماء الليبيين في علم الكلام ". وفي نهاية 2004 م رقي بقرار من لجنة الجمعية إلى درجة أستاذ.
تقلده لمناصب إدارية وقيادية أكسبه خبرة إدارية وقانونية، بالإضافة إلى هذا تم اختياره: 
عضوا غير متفرغ في اللجنة الفرعية لمراجعة قانون الأحوال الشخصية بأمانة العدل،
وعضوا غير متفرغ في اللجنة العلمية الاستشارية في الهيئة العامة للأوقاف،
وعضوا في الهيئة المشتركة لتأسيس المراكز الثقافية  الإسلامية  ،
وعضوا لمراجعة الكتب بمكتب الإعلام بجمعية الدعوة الإسلامية ،
بالإضافة إلى عضويته باللجنة العلمية ومجلس إدارة كلية الدعوة.
كل ما تقدم ذكره جعله موسوعة علمية وفقهية وأدبية متحركة، خاصة إذا أضفنا إليها تمكنه العجيب من استخدام الحاسوب في كل كتبه وإنتاجه العلمي وكذلك محتويات مكتبته الشخصية الإلكترونية التي تشكل رصيدا فكريا لا يقدر بثمن في بلد مثل ليبيا.

### صفاته
كان نموذجا للعالم المتمكن حديثه كله أدب عربي رفيع و كثيرا ما يدعم كلامه بالقصة الأدبية والحكمة البالغة. كان سلسا سهل التعامل معه و حديثه لا يمل و قد جلست معه مرة واحدة ولعدة ساعات، مرت و كأنها ثوان من روعة النقاش وغزارة المعرفة وافترقنا وكأني عرفته طوال حياتي. أعجبني فيه حب المعرفة وإجادة التعلم ففي سنه المتقدمة استطاع أن يتمكن من الحاسوب و يستخدمه في كتاباته، ليس هذا فقط بل كان آخر ما درس في كلية الدعوة هو تطبيقات الحاسوب وبالتالي كان يعلم الطلبة كيف يستعملون الحاسوب في إعداد التقارير والدراسات. جلسنا معه في مكتبه بالبيت والذي يحتوى على مكتبة نادرة، لا يستخدمها للزينة كما يفعل الكثيرون من أشباه المتعلمين لكنه يعرف مكان كل كتاب و يعرف أين توجد معلومة بعينها في داخل المراجع، فهو على الدوام يطلع على كتبه ويرتبها بنفسه. في حديثه كان صاحب نكتة لطيفة وحديث لا يمل من طلاقة اللسان والعبارات الرفيعة في كل موضوع.
اذكر أنى سالت أحد المقربين منه وهو الذي عرفني عليه، سألته أن يصفه لي، فانهار يبكى كطفل فقد أمه. فعلا كان رجلا يستحق أن تبكيه الرجال. كان ولاؤه وإخلاصه لمصر فوق كل اعتبار فهو لا يرضى في مصر أو المصريين كلمة أو نقد لما لهم في نفسه من محبة وتقدير فهو العارف بعمق العلم والثقافة في مصر وأهلها. ولقد تألمت كثيرا عند ما علمت أن كلية الدعوة حصلت على مكتبته بناء على وصيته، فهذا يعنى إطفاء مصباح للعلم في داره، وكم كنت أتمنى لو تركوها لأحفاده فإنها جزء من ميراث جدهم من الأنبياء وهي ثروة لا تقدر بثمن.

### نشاطه العلمي
بالإضافة إلى التدريس والمشاركة العملية في الحياة الثقافية خلال مراحل حياته المختلفة فإن الدكتور السايح كان له نتاج علمي متميز في عمر متأخر ، فله العديد من الكتب المنشورة ناهيك عن المقالات والمشاركة في المؤتمرات العلمية واللجان الفقهية، ومن إنتاجه العلمي العديد من الكتب المؤلفة والكتب المحققة والرسائل.

#### كتب مؤلفة
تزخر المكتبات الليبية بالعديد من كتب الدكتور السايح ومنها الآتي:
1. سبيل الهدى: دراسة تاريخية وتبويب موضوعي لآيات من القرآن الكريم، الناشر جمعية الدعوة الإسلامية.
2. الأصل في الأشياء الإباحة ولكن المتعة حرام:حث فقهي مقارن، الناشر دار قتيبة بدمشق.
3. لمحات من التصوف وتاريخه: الناشر كلية الدعوة الإسلامية (الطبعة الثانية)
4. منجد الدعاة في الفقه الإسلامي المقارن (قسم الأحوال الشخصية)، الناشر كلية الدعوة الإسلامية.
5. مدخل الدراسات القرآنية: الناشر جمعية الدعوة الإسلامية.
6. الرق والعنصرية بين الإسلام وحضارة الإنسان: الناشر كلية الدعوة الإسلامية.
7. نظرات في منهج الدعوة الإسلامية: الناشر جمعية  الدعوة الإسلامية.
8. الفقه الإسلامي (الاقتصاد والمعاملات المالية): الناشر كلية الدعوة الإسلامية.
9. العقيدة بين الوحي والفلسفة والعلم: الناشر كلية الدعوة الإسلامية.
10. محمد رسول الله r: الناشر جمعية  الدعوة الإسلامية.

#### كتب محققة
1. التحفة في علم المواريث: تأليف محمد بن خليل بن غلبون، حقق نصوصه وقدم له وعلق عليه

الناشر جمعية الدعوة الإسلامية ( الطبعة الثالثة تحت الإنجاز )
1. كتاب كفاية المتحفظ في اللغة: تأليف ابن الأجدابي : حقق نصوصه وذكر شواهده وعلق عليه،

الناشر جمعية الدعوة الإسلامية ( الطبعة الثانية )
1. التحفة المكية والنفحة المسكية للسيوطي: الناشر كلية الدعوة الإسلامية ( نفد)
2. إرشاد المريدين لفهم معاني المرشد المعين : تأليف علي بن عبد الصادق الطرابلسي، حققه وقدم له وعلق عليه، الناشر جمعية الدعوة الإسلامية

#### رسائل غير منشورة
1.     الدينونة الصافية: تأليف عمروس بن فتح النفوسي 
2.     شرح مرشدة ابن تومرت: تأليف محمد بن يحي الشيباني الطرابلسي 
3.     شرح سبك الجواهر: تأليف محمد صالح الأوجلي 
هذا بالإضافة إلى عشرات الدراسات التي نشرت بمجلة كلية الدعوة الإسلامية وجريدة الحرية.
صدق من قال العلماء هم ورثة الأنبياء، والله ندعو أن يعوض بلادنا خيرا في مصابها الجلل بفقد أحد أبنائها البررة والحريصين على طلب العلم ونشره في صمت وتواضع وخلق كريم.

### وفاته
انتقل د السايح إلي رحمة الله الرحيم الرحمن بمدينة طرابلس بتاريخ 27 نوفمبر سنة 2009م. حزن لفراقه كل من عرفه من أهله وزملائه وطلابه وأصدقائه. أقيم له تأبين كبير في كلية الدعوة بجمعية الدعوة الإسلامية بطرابلس وقد اطلعت على تسجيلات مرئية له. كان الحزن مخيما على المكان وأبدع الجميع في الثناء على المرحوم بإذن الله ولكن أكثر ما شدني هو رثاء من بعض طلابه من الوافدين من أفريقيا فأحببت أن أطلعكم عليه لما فيه من معان ومعالم تربوية. فهذا الرثاء اعتبره أوسمة على صدر شيخنا الجليل د السايح على حسين من حيث وصفهم لدوره وعطائه وأثره في نفوسهم وهو كذلك وسام لكلية الدعوة والقائمين عليها لما يظهر فيها من براعة هؤلاء الطلاب، كما تمثل هذه القصائد رمزا من رموز النصر القريب لدين الله بانتشار العلم الشرعي في أدغال أفريقيا.

## وصلات خارجية
- صفحة الأستاذ الدكتور السائح علي حسين على فيسبوك  على فيسبوك.